# Ferrari 288 GTO
Der Ferrari GTO (auch unter dem Namen Ferrari 288 GTO bekannt) ist ein Supersportwagen von Ferrari. GTO ist die Abkürzung für Gran Turismo Omologato; der Name ist eine Reminiszenz an den Ferrari 250 GTO von 1962.

## Geschichte
Der GTO wurde ursprünglich entwickelt, um Ferrari in der damaligen Gruppe B ein Comeback im Rallyesport zu ermöglichen. Schließlich konnte man in dieser Kategorie auf eine erfolgreiche Vergangenheit zurückblicken. Ursprünglich erwog Ferrari, den Ferrari 308 für den Rallyeeinsatz zu modifizieren. Das scheiterte jedoch am FIA-Reglement für die Gruppe B, das zwischen den zur Homologation des Fahrzeugs hergestellten Serienfahrzeugen und denen für den Renneinsatz keine großen Modifikationen erlaubte.
Bei seiner Präsentation 1984 auf dem Genfer Auto-Salon war der 288 GTO der stärkste und schnellste Straßenwagen, den Ferrari bis dahin gebaut hatte. Um die Anforderungen für eine Homologation des Wagens, die für die Zulassung zur Gruppe B nötig war, zu erfüllen, musste Ferrari 200 fahrfertige GTOs vorweisen. Letzten Endes wurden es noch mehr: Bis Ende 1985 wurden 272 Straßen-GTOs (und außerdem 5 GTO Evoluzione für den reinen Renneinsatz) gefertigt. Allerdings wurde die Gruppe B 1986 wegen einiger tödlicher Unfälle aufgelöst. Ein weiterer, letzter 288 GTO wurde 1986 für Ex-Formel-1-Weltmeister Niki Lauda gebaut und ihm geschenkt.
Von den „Evoluzione“-Modellen überdauerten lediglich drei. Einer steht in Maranello im Ferrari-Museum, die anderen beiden in privaten Sammlungen in den USA und Japan. Die restlichen wurden für das F40-Projekt genutzt.
Die Konstruktion des GTO zeigt insbesondere bezüglich der Brandsicherheit Schwachstellen, da es Probleme mit der Druckfestigkeit der höher beanspruchten Kraftstoffleitungen gab. Deshalb besserte Ferrari bereits 1989 nach und wechselte einen Satz Benzin- und Ölleitungen bei den Kundendiensten aus. Die hohe Empfindlichkeit wurde dadurch allerdings nur geringfügig herabgesetzt. Von den 272 gebauten GTO sind ca. 70 ausgebrannt, alle wurden aber wieder aufgebaut.
Nicht zuletzt der 288 GTO begründete die Tradition des Baus von Supersportwagen bei Ferrari: nach dem 288 GTO folgten der F40, der F50, der Enzo, der LaFerrari und zuletzt der F80.

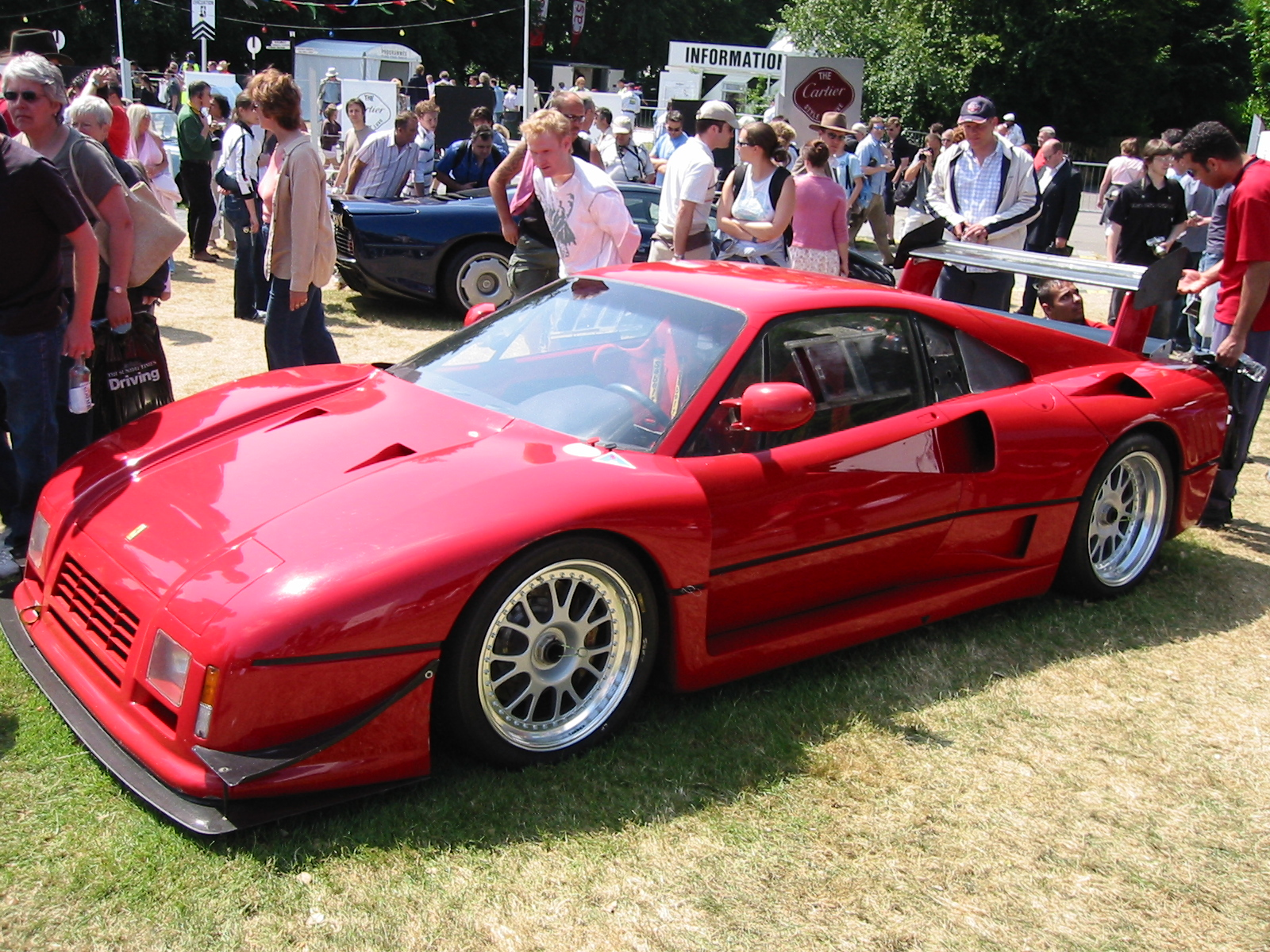
Ferrari 288 GTO Evoluzione

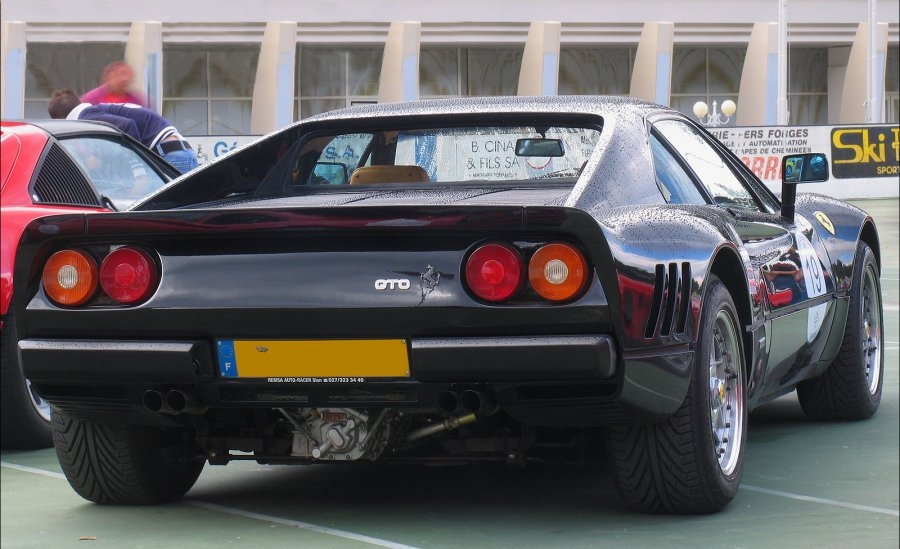
Ferrari 288 GTO (1984), umlackiert

## Design
Der 288 GTO sieht auf den ersten Blick wie ein Ferrari 308 mit gestrecktem Radstand aus. Tatsächlich steckt unter der Karosserie aber ein fast vollständig neu entwickeltes Auto, das einen um 110 mm längeren Radstand als der 308 hat. Das Dach und die Heckpartie sind aus einem mit Aramidfasern verstärktem Kunststoff und die Fronthaube aus einem Glasfaser-Aramid-Werkstoff. Die restliche Karosserie wurde aus glasfaserverstärktem Kunststoff gefertigt und bedeckt einen Stahlrohrrahmen. Diese Werkstoffe wurden in der Formel 1 verwendet, Ferrari benutzte sie erstmals für einen Straßensportwagen. Durch üppigere Bereifung wurden breitere Kotflügel erforderlich. Klappscheinwerfer sind wieder vorhanden. Auch der Motor ist nicht der gleiche wie im 308: wegen des beschränkten Hubraums aufgeladener Motoren in der Gruppe B wurde ein aufgeladener 2,8-Liter-V8-Motor entwickelt, der, anders als im 308, längs vor der Hinterachse eingebaut wurde. Das Getriebe wurde hinter dem Motor angeordnet, sodass im Vergleich zum 308 mit seinem unter dem Motor gelegenen Getriebe der Schwerpunkt tiefer liegt.
Ab Werk wurde der Wagen nur in der Farbe Rosso Corsa ausgeliefert. Der Ferrari GTO war der erste Straßensportwagen von Ferrari, der das Cavallino Rampante auf den Kotflügeln trug. Vorher trugen es nur die Rennwagen von Ferrari.

## Technische Daten

### Motor
- Leichtmetall-V8, 4 Ventile pro Zylinder, längs vor der Hinterachse angeordnet
- 2 obenliegende Nockenwellen pro Zylinderreihe
- Zahnriemen als Nockenwellenantrieb
- Weber-Marelli-Einspritzanlage, elektronische Zündanlage
- zwei IHI-Turbolader mit Behr Ladeluftkühler, Ladedruck 0,8 bar, Trockensumpfschmierung
- Zylinderwinkel: 90°
- Hubraum: 2855 cm³
- Bohrung × Hub: 80 × 71 mm
- Verdichtungsverhältnis: 7,6:1
- max. Leistung: 294 kW (400 PS) bei 7000/min
- Höchstdrehzahl: 7800/min
- max. Drehmoment: 496 Nm bei 3800/min

### Kraftübertragung
2-Scheiben-Trockenkupplung, Handgeschaltetes, vollsynchronisiertes Fünfgang-Getriebe mit angebautem Lamellen-Sperrdifferenzial

### Fahrwerk
- Gitterrohrrahmen aus Stahlrohren, Spur vorne/hinten 1559/1662 mm
- Breite 1910 mm, Höhe 1120 mm, Radstand 2450 mm
- Trockengewicht 1160 kg
- Einzelradaufhängung vorne und hinten an Doppelquerlenkern
- Querstabilisatoren, Feder-Dämpfer-Einheiten  mit hydraulischen Koni-Stoßdämpfern
- Zahnstangenlenkung, Kraftstofftank mit 120 l Volumen
- dreiteilige Leichtmetallräder, vorne 8Jx16 mit Reifen 225/55 VR 16, hinten 10Jx16 mit Reifen 265/50 VR16, Originalbereifung GoodYear NCT

### Fahrleistungen (Werksangaben)
- Beschleunigung 0–100 km/h in 4,9 s
- Beschleunigung 0–200 km/h in 15,2 s
- 1000 m mit stehendem Start: 21,8 s
- 400 m mit stehendem Start: 12,7 s
- Höchstgeschwindigkeit 305 km/h

Der Preis für den Ferrari 288 GTO betrug 1984 265.000 DM.
Gebrauchte 288 GTO kosten immer ein mehrfaches des ursprünglichen Neupreises. Einzelne Exemplare erreichten in den 1980er-Jahren Preise von mehreren Millionen US-Dollar. 2015 wurde der erste nach Japan ausgelieferte 288 GTO für 2,75 Mio. US-Dollar weiterverkauft.